# ドワンゴジェイピー
ドワンゴジェイピー（dwango.jp）は、株式会社ドワンゴが提供する、モバイル向け音楽配信サービスである。2001年6月に携帯電話向け着信メロディサイト「16メロミックス」として開始され、「40メロミックス」、「いろメロミックス」の名称変更を経て、2006年10月1日に現在の名称となった。

## 特徴
- 着メロサイトで着ボイスの配信を最初に開始した。
- ねた着音などの企画物がある。
- ボーカロイド作品など「niconico」から生まれた楽曲を多数配信している。

## 広報活動
ネット上では2ちゃんねるにて「16メロディー」当時から長年広告掲載がされており、のちにテレビコマーシャルに起用されることになる。
テレビコマーシャルは2002年春に関東ローカルでシーマンの着ボイスをテーマに深夜中心にスポットを打ったのが最初。同年6月には全国スポットでGacktが巨大ストラップとして女性に抱きかかえられるCMを制作し、7月には原宿に期間限定のショップをオープン。CMと同様の光景を再現できる等身大抱き枕型ストラップを販売する。その後、キングギドラ、DOUBLE、HYDE、ジャミロクワイ、古舘伊知郎、ダウンタウン、水樹奈々、w-inds.、倉木麻衣などを起用。とくに2004年春のダウンタウンのCMは、ツーカーのダウンタウンの松本のCMのパロディになっており、物議を醸した。2005年夏には2ちゃんねるの管理人西村博之をナレーションとして起用し、同掲示板マスコット的存在であるモナーのアスキーアートなどのキャラを使用したCMを制作。音楽に巫女みこナース、猥歌である『ちんこ音頭』を使用したことと併せてインターネット上で良くも悪くも話題となった。その後はレイザーラモン住谷正樹をCMに起用した。